# Chris Sørensen (Fußballspieler)
Chris Sørensen (* 27. Juli 1977 in Randers) ist ein ehemaliger dänischer Fußballspieler, der zuletzt beim dänischen Zweitligisten Vendsyssel FF aktiv war.

## Karriere

### Im Verein
Nach Jugendvereinen in seiner Geburtsstadt Randers erfolgte 2002 mit dem Wechsel zu Vejle BK der Sprung in den Profifußball. Nachdem er hier zwei Jahre gespielt hatte, wechselte er im August 2004 zu Odense BK.
Sorensen war lange Jahre Kapitän von Odense BK. Am 4. Januar 2012 unterschrieb er einen Vertrag bis zum 31. Dezember 2013 bei Randers FC.
Nach zweieinhalb Jahren in Randers erfolgte 2014 der Wechsel zu Vendsyssel FF. Hier beendete er 2017 seine Karriere als Fußballprofi.

### In der Nationalmannschaft
Sørensen wurde im Rahmen der Qualifikationsspiele zur EM 2008 von Nationaltrainer Morten Olsen in den Kader nominiert. Hier spielte er am 17. Oktober 2007 gegen Lettland das erste Mal für die Elf seines Heimatlandes. Insgesamt kam er bis 2009 auf fünf Einsätze.